# Martin Laursen
Martin Laursen (ur. 26 lipca 1977 w Fårvang) – były duński piłkarz, grał na pozycji środkowego obrońcy. Wielokrotny reprezentant kraju. Z duńską drużyną narodową wystąpił na mistrzostwach świata 2002 oraz Euro 2000 i 2004.
Laursen karierę piłkarską rozpoczął w klubie Silkeborg IF. W 1998 roku przeniósł się do zespołu Serie A, Hellas Werona. Następnym jego klubem była AC Parma, z której, po trzech tygodniach treningów, przeszedł do AC Milan za 3 miliony funtów. W barwach AC Milan odniósł największe sukcesy m.in. zdobył mistrzostwo Włoch oraz wygrał Ligę Mistrzów. W 2004 roku za 3 miliony funtów został pozyskany przez Aston Villę, gdzie zadebiutował 21 maja 2004. Przed sezonem 2008-2009 Laursen został kapitanem Aston Villa w miejsce Garetha Barry'ego. W listopadzie 2008 roku został wybrany przez Duńską Federację Piłkarską najlepszym duńskim piłkarzem roku, wyprzedzając Nicklasa Bendtnera, Christiana Poulsena oraz Daniela Jensena.
15 maja 2009 roku postanowił zakończyć swoją piłkarska karierę po skomplikowanej kontuzji kolana, którą odniósł w grudniu 2008 roku w meczu z West Ham United.